# Arlington (Nebraska)
Pour les articles homonymes, voir Arlington.
Arlington est un village du comté de Washington, dans l'État du Nebraska, aux États-Unis. En 2020, il comptait une population de 1 300 habitants.